# Акжар (Байзацький район)
Акжа́р (каз. Ақжар) — село у складі Байзацького району Жамбильської області Казахстану. Входить до складу Туймекентського сільського округу.
До 1993 року село називалося Джамбул.
Населення — 990 осіб (2021; 1098 у 2009, 1281 у 1999, 1202 у 1989).